# Aethognathus bicolor
Aethognathus bicolor är en stekelart som beskrevs av Subba Rao 1973. Aethognathus bicolor ingår i släktet Aethognathus och familjen sköldlussteklar.
Artens utbredningsområde är Uganda. Inga underarter finns listade i Catalogue of Life.